# Walter Werneburg
Walter Werneburg (* 2. Juni 1922 in Oppershausen, Thüringen; † 16. April 1999 in Erfurt) war ein deutscher Maler. Er war für seine besonders farbkräftigen Druckgraphiken und die tiefe Symbolik in seinen Bildern bekannt.

## Familie
Sein Sohn Joachim Werneburg ist Schriftsteller (Lyrik und Kurzprosa) und sein Sohn Ralf Werneburg Paläontologe.

## Leben
Von 1936 bis 1939 ließ er sich als Maler in Mühlhausen/Thüringen ausbilden. Walter Werneburg studierte von 1939 bis 1941 an der Kunstgewerbeschule Erfurt und von 1949 bis 1951 an der Landesschule für Angewandte Kunst in Erfurt, der Nachfolgeeinrichtung der Kunstgewerbeschule. Er arbeitete von 1951 bis 1959 als Kunsterzieher und von 1959 bis 1981 als Lehrer an der Pädagogischen Hochschule Erfurt im Bereich Kunsterziehung. Von 1964 bis 1965 absolvierte er ein externes Studium an der Universität Leipzig.
In frühen Arbeiten ging es Walter Werneburg um die unmittelbare Naturdarstellung. Otto Knöpfer war sein Lehrer, Otto Paetz zählt zu den Anregern. Vor allem überzeugte er durch seine Landschaftsaquarelle.
An der Pädagogischen Hochschule leitete Werneburg neben anderem die Ausbildung der Studenten im Tiefdruckverfahren, was sich produktiv auch auf die eigene künstlerische Arbeit auswirkte. Variantenreich experimentierte er mit dieser Technik, nutzte das Mittel des Hell-Dunkel-Kontrastes, übersteigerte die Linearität und spielte mit den Möglichkeiten des Farbdrucks.
Eine künstlerische Zusammenarbeit zwischen Walter Werneburg und seinem Sohn Joachim Werneburg entwickelte sich im Jahre 1979. Es entstand ein umfangreiches graphisches und dichterisches Werk, das, allgemein gesprochen, die Stellung des Menschen im Kosmos behandelt, sein Verhältnis zu Steinen, Pflanzen und zur Tierwelt. In anderen Zyklen wurde auf Grundlage archäologischen Materials die Frühgeschichte Mitteleuropas thematisiert. Bis 1995 schuf Walter Werneburg einunddreißig druckgraphische Zyklen. Das gemeinsame Werk erschien 2010 vollständig in dem Band „Die Rabenfibel“. Über die Zusammenarbeit der beiden berichtet das Buch „Wort und geschwungene Linie“ (1997/2010).
Neben mehreren eigenen Ausstellungen in Ostrava (Tschechien), Banská Bystrica (Slowakei), Kołobrzeg (Polen), Torgelow, Maxhütte/Unterwellenborn, Sömmerda, Eisenach, Mühlhausen, Schleusingen, Oppershausen und Erfurt nahm er auch an der VII. Kunstausstellung der DDR in Dresden teil.
Seit September 2021 befindet sich der künstlerische Nachlass Walter Werneburgs im Museum der Universität Tübingen (Graphische Sammlung am Kunsthistorischen Institut).

## Graphik-Zyklen (Auswahl)
- Oppershäuser Blätter I + II (1979)
- Sagenhaftes Erfurt (1980)
- Worte. Lutherisch (1982)
- Russischer Frühling (1984)
- Hainich (1984/85)
- Kupferberg zu Ilmenau (1985)
- Rabenfibel (1986)
- Slawische Tänze (1987)
- Die Fahrt der Tiere (1990)
- Die Schlangenfüßige Göttin (1991)
- Externsteine (1993)
- Der Heilige See (1994)
- Mallorca (1995)

## Veröffentlichungen
- Walter Werneburg. Mein Schulweg. Ein Malbuch für Kinder von 6-8 Jahren. Bild und Heimat Verlag, Reichenbach (Vogtland) 1963; Neuauflage 2017 beim Scidinge Hall Verlag Tübingen
- Joachim Werneburg und Walter Werneburg. Die Rabelfibel. Scidinge Hall Verlag, Zürich 2010

## Veröffentlichungen mit Graphik-Zyklen (Auswahl)
- Blätter aus dem Baumbachhaus, herausgegeben von Walter Werner, Staatliche Museen Meiningen 1985 (enthält Worte. Lutherisch)
- Joachim Werneburg. Die Schlangenfüßige Göttin, Edition Arnshaugk, München 2009 (enthält gleichnamigen Graphik-Zyklus)
- Joachim Werneburg. Das Kupferbergwerk. Fragmente von 1977 bis 1989, Scidinge Hall, Zürich 2011 (enthält Kupferberg zu Ilmenau)
- Joachim Werneburg. Thüringer Meer, Scidinge Hall, Zürich 2012 (enthält Die Rabenfibel)
- Joachim Werneburg. Notizen auf der Felswand. Aus den Jahren 1990 bis 1995, Scidinge Hall, Zürich 2016 (enthält Die Externsteine)
- Joachim Werneburg. Die Reise nach Südost, Scidinge Hall, Tübingen 2017 (enthält gleichnamigen Graphik-Zyklus)